# Pimus fractus
Pimus fractus is een spinnensoort in de taxonomische indeling van de nachtkaardespinnen (Amaurobiidae).
Het dier behoort tot het geslacht Pimus. De wetenschappelijke naam van de soort werd voor het eerst geldig gepubliceerd in 1920 door Ralph Vary Chamberlin.